# Stanhopea wardii
Stanhopea wardii là một loài lan được tìm thấy ở Nicaragua to Venezuela.

## Hình ảnh

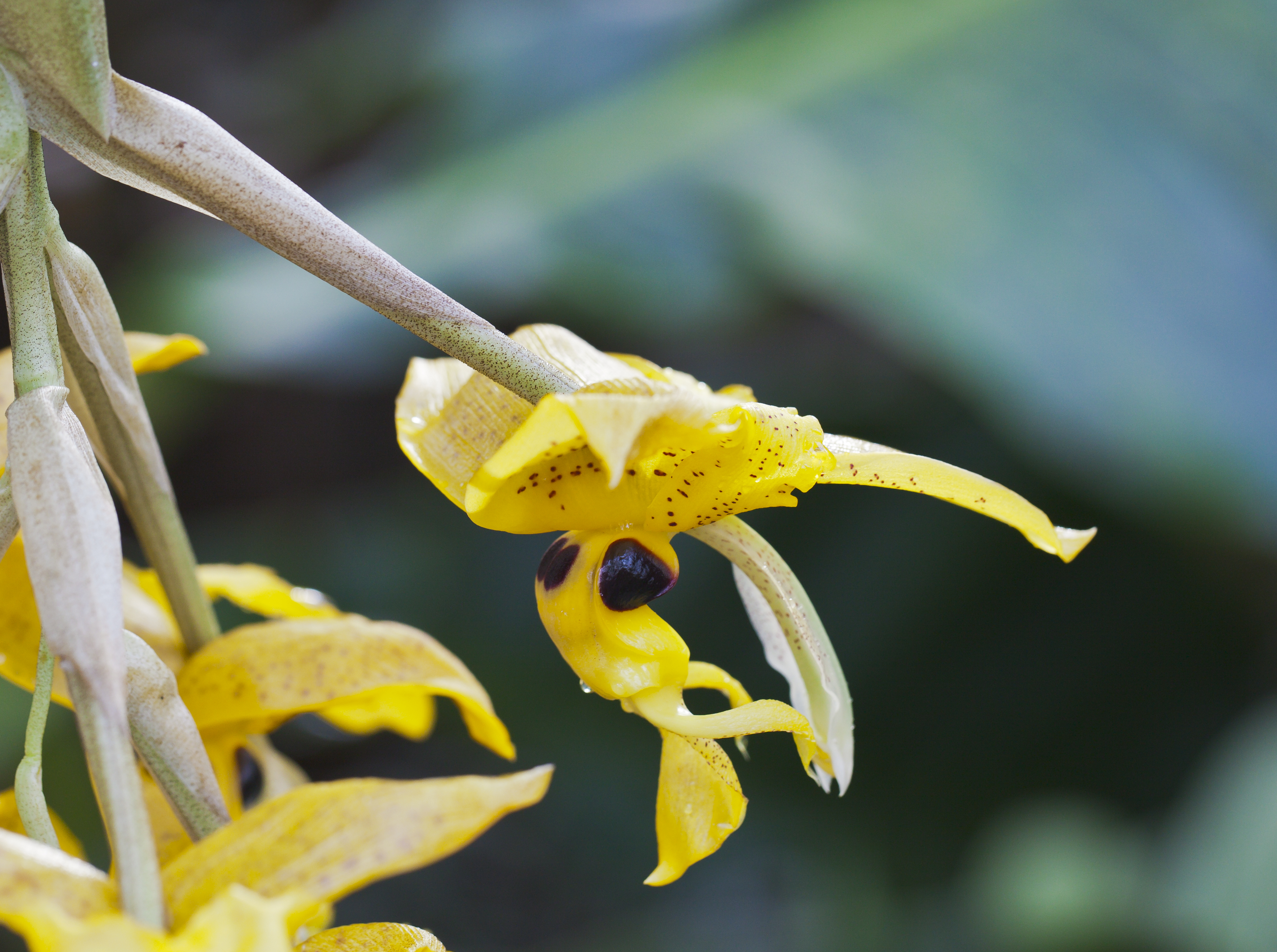
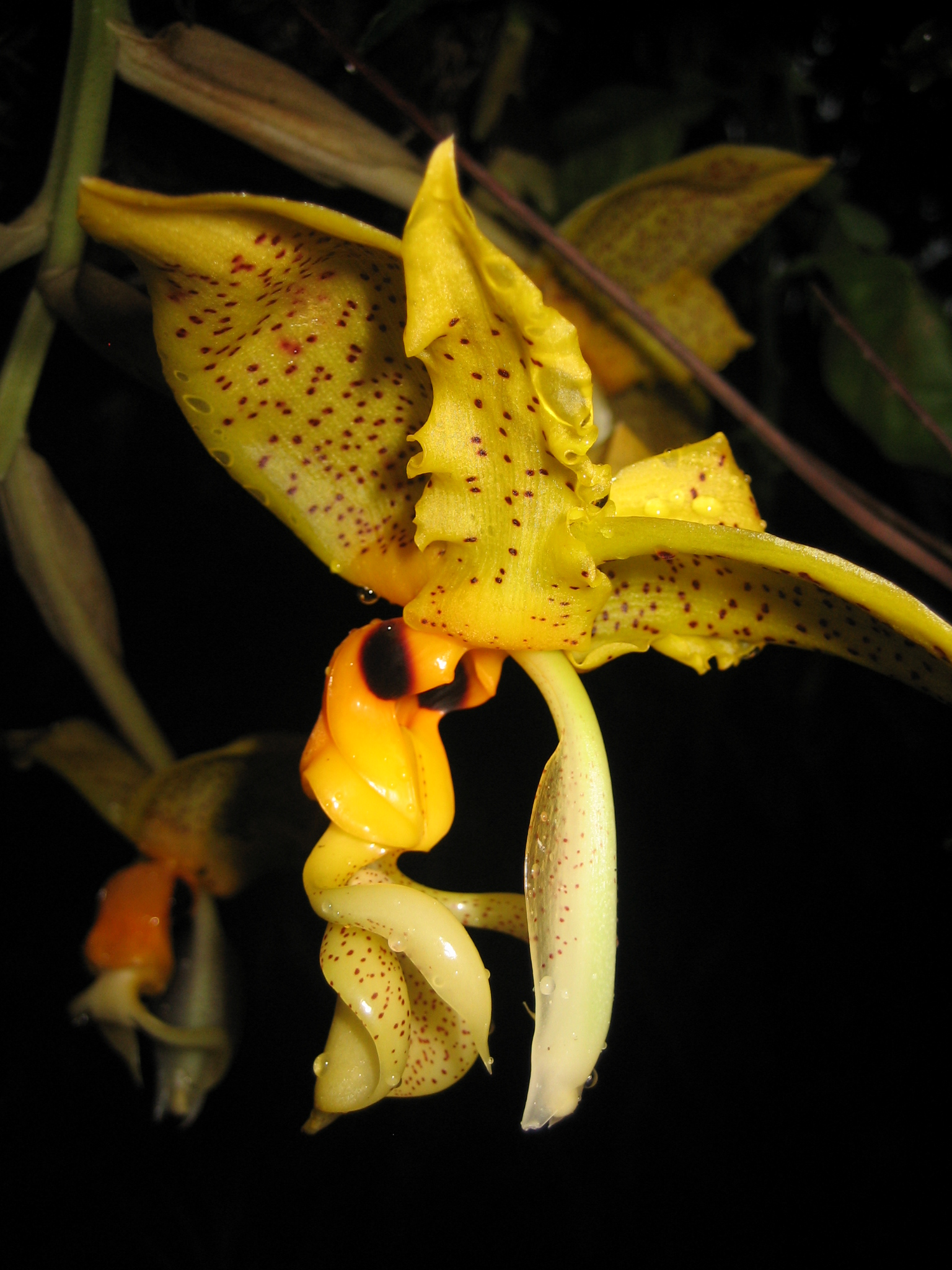
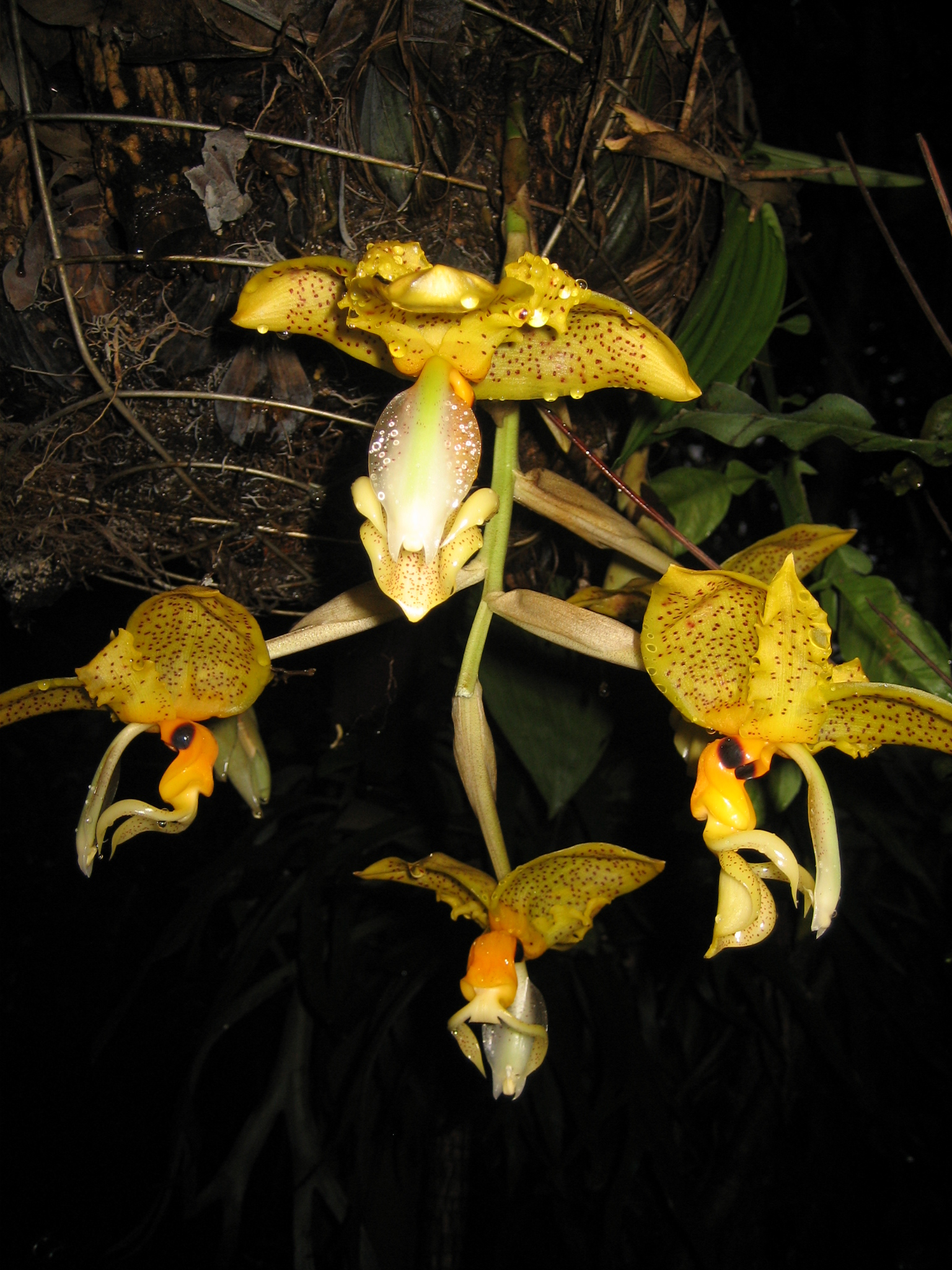
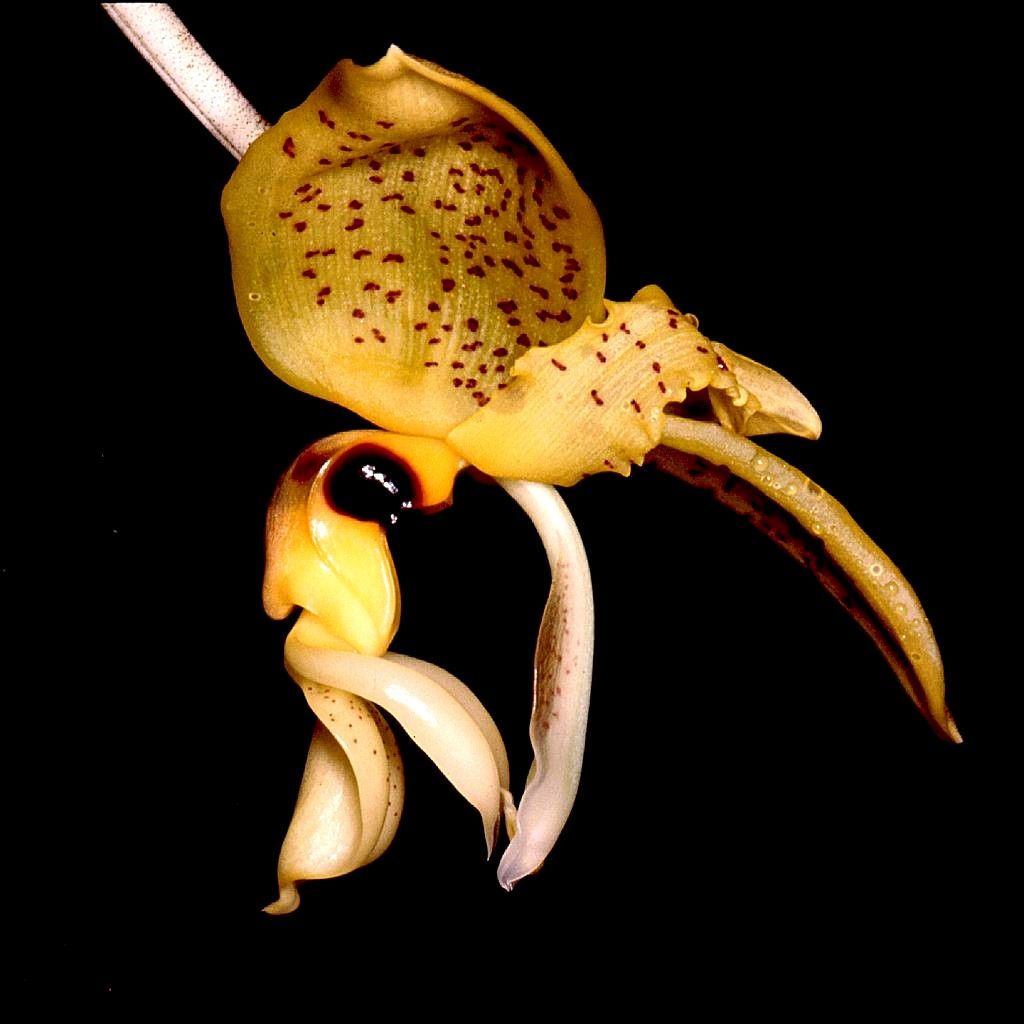